# Yusaku Maezawa
Yusaku Maezawa (前澤 友作, Maezawa Yūsaku) (前澤 友作, Maezawa Yūsaku?) nascido em 22 de novembro de 1975, é um empresário bilionário Japonês e colecionador de arte. Ele fundou a empresa Start Today em 1998 e lançou o site de varejo de moda online Zozotown, o maior atual do Japão, em 2004. Mais recentemente, Maezawa introduziu um marca de roupas customizáveis ZOZO e o sistema de medição, a ZOZOSUIT, em 2018. Em Maio de 2017, é estimado pela revista Forbes que ele tem um patrimônio líquido de $3,6 bilhões e é a 14ª pessoa mais rica no Japão.
No dia 17 de setembro de 2018, foi anunciado pela SpaceX que Maezawa seria o primeiro passageiro comercial para visitar a Lua no foguete SpaceX Starship, acompanhado por 6 a 8 artistas de sua escolha. Isso estava previsto para acontecer em 2023, mas o projeto foi cancelado em 2024. Realizou seu primeiro voo como turista espacial a bordo da Soyuz MS-20.

## Início da vida
Maezawa começou a frequentar Waseda Jitsugyo High School, em 1991, onde começou uma banda com seus colegas de classe chamada de Switch Style. A banda lançou seu primeiro disco, em 1993. Depois de se formar no ensino médio, ele decidiu não ir para a faculdade; em vez disso, ele se mudou para os EUA com uma amiga, onde ele iniciou a coleta de CDs e registros. Quando ele voltou para o Japão, em 1995, sua coleção de álbuns se tornaram a base para a sua primeira empresa, na qual vendeu álbuns e CDs importados pelo correio.

## Negócios
Em 1998, Maezawa usou como base o negócios de álbuns para o lançamento de a empresa Start Today. No mesmo ano, a banda assinou com a gravadora BMG Japão. Em 2000, a Start Today, tinha-se mudado para uma plataforma on-line, começou a vender roupas, e tornou-se uma empresa pública. Em 2001, Maezawa declarado um hiato em sua carreira musical. Start Today abriu um varejo de vestuário site Zozotown em 2004, e seis anos depois, Start Today tornou-se uma companhia de capital aberto, listada no Índice "Mothers" da bolsa de Tóquio. Em 2012, a Start Today foi listada na Primeira Seção da bolsa de Tóquio.
Maezawa introduziu ZOZO recentemente, um marca de roupas customizáveis e o ZOZOSUIT, um sistema de medição, em mais de 72 países e territórios.

## Fundação de Arte Contemporânea
Maezawa é o fundador da fundação de Arte Contemporânea, que começou em 2012 com o objetivo de "apoiar jovens artistas, como um pilar da próxima geração da arte contemporânea." A fundação atualmente apresenta a coleção duas vezes por ano. Em Maio de 2016 Maezawa atraiu significativa atenção da mídia, com um recorde de preço de compra no leilão de $57,3 milhões para um obra sem título de Jean-Michel Basquiat, e quebrou um recorde novamente em Maio de 2017, com $110,5 milhões de leilão de uma peça pelo mesmo artista. No mesmo leilão de 2016, Maezawa comprou peças de Bruce Nauman, Alexander Calder, Richard Princee Jeff Koons, gastando um total de us $98 milhões ao longo de dois dias. Maezawa planeja para abrir um museu de arte contemporânea, em Chiba para abrigar sua coleção.

## Viagem à lua
Em 17 de setembro de 2018, foi anunciado que Maezawa seria o primeiro passageiro comercial para a tentativa de um sobrevoo em torno da Lua.  Ele voaria, a bordo do foguete Starship da SpaceX, que está atualmente em desenvolvimento. O voo estava previsto de durar cerca de 6 dias e estava, então, agendado para 2023. Ele levaria de 6 a 8 artistas com ele, que foram posteriormente escolhidos como parte de um projeto artístico que ele chamou de "#dearmoon". A decisão de Maezawa se deu por ser um apreciador de arte e ele afirma que ver a Lua inspiraria os artistas. Dentre eles, haveria pintores, fotógrafos, cantores, escritores, dentre outros. O projeto foi, por fim, cancelado em 2024.

## Voo à ISS
No dia 13 de maio de 2021, Maezawa  anunciou sua intenção de voar junto da Space Adventures para a Estação Espacial Internacional em dezembro de 2021, na Soyuz. Ele foi lançado no dia 8 de dezembro de 2021 e ficou cerca de 11 dias na estação, com o objetivo de experimentar um voo espacial como também registrar momentos especiais em preparação para o voo lunar da SpaceX.